# Wadi Barada-i offenzíva
Wadi Barada ostroma a Szír Hadsereg és szövetségesei – többek között kormánypárti milicisták – és a libanoni Hezbollah által a Barada folyó partján a felkelők kezén lévő falvak ellen mért ostrom volt. Ezek közé tartozott az az Ain al-Fijah falu is, ahol a Ríf Dimask kormányzóság városainak ivóvizet biztosító forrás ered.

## Előzmények
A Szabad Szíriai Hadsereggel szövetkező szír felkelők 2012. februárban elfoglalták Souq Wadi Barada faluját. A forrásnál dolgozó mérnökök és segítőik a helyszínen maradtak. Miután a felkelők elfoglalták Wadi Barada falut, a kormány blokád alá vonta a térséget.

## Harirai csata
2016. júliusban a szír kormány seregei behatoltak a Barada-völgyben fekvő Harira faluba. Erre válaszul az al-Nuszra Front július 20-án 14 hadifoglyot kivégzett. A szír kormány és a Hezbollah seregei augusztus 3-ra visszafoglalták Harirát. Erre válaszul a Wadi Barada belsejében lévő felkelők elzárták Damaszkusz vízutánpótlását.

## 2016–2017-es offenzíva

A 2016–2017-es offenzíva területét a kiemelt doboz mutatja.

2016. december 23-án, miután igen erősen állítólag a felkelők gázolajjal szennyezték meg Ain al-Fijahban a vízforrást, a kormányerők légi támadást intéztek Wadi Barada ellen, melyet tüzérség bevetésével fokoztak. Ez a terület előtte békésnek számított. December 26-án, légi támadásokat követően a hadsereg a külső területekről és a környező sziklákról bejutott a falu belsejébe. A környéken 10 falu még mindig a felkelők kezén volt. Az ellenzék azzal vádolta a kormányt és szövetségeseit, hogy hordóbombákkal rombolják Ain al-Fijahot és környező falvakat, és ezzel súlyos károkat okoznak a forrásnál.
2017. január 1-én, miután a Szíriai Vörös Félhold kimenekítette a civileket a faluból, a szír hadsereg elfoglalta Ain al-Fijahot. A heves összecsapások másnap is folytatódtak a városban, mivel az Jabhat Fateh al-Sham seregei megpróbálták feltartóztatni a szír hadsereg és a Hezbollah előre törését.
Január 3-án a felkelők azt állították, hogy ha a kormány viszonozná a tűzszünetet és felszámolná az ostromot, akkor ők engednék, hogy olyan csapatok menjenek a helyszínre, melyek rendbe tudnák hozni a forrást. A kormányerők másnap újabb támadást indítottak, melynek célpontja a felkelők kezén lévő Bassima falu volt. Több, a falu körüli célpontot is elfoglaltak, többek között a felkelők központjának számító Bassima Árvaházat is. Eközben rajtaütéses támadást indítottak a Libanonból Szíriába átjutó Jabhat Fateh al-Sham tagjai ellen. Néhány áldozat kivételével a többség visszavonult Begaa kormányzóság Arsal településére.
Január-5-én a 4. Fegyveres Osztaghoz tartozó elit haderők Maher el-Aszad parancsnoksága alatt megérkeztek Wadi Baradába, hogy ott segítsék a kormány támadását. Röviddel később a jelentések szerint a hadsereg az összes olyan hegyet elfoglalta, ahonnét kilátás nyílt Basimah területére. Később a kormánypárti média szerint tűzszünetet sikerült kötni.
Január 8-ra megbukott a tűzszüneti megállapodás, és a kormányerők megújult erővel álltak neki az új offenzívának. Ismét elfoglalták a Deir Maqrantól északnyugatra emelkedő hegyeket, melyek közül a Tal Dahr Al-Masabi volt a legfontosabb. Január 10-én első alkalommal indított támadást a területen az Orosz Légierő a területen megbújó felkelők ellen, miközben a Szíriai Hadsereg is bombázta a felkelők állásait Bassima és Deir Maqran falvak közelében. Másnap a jelentések szerint a kormány csapatai behatoltak Ayn al-Fijah és Basimah területére, miközben megpróbáltak tető alá hozni egy tűzszünetet, melynek értelmében a milicisták visszavonulhattak volna az erődjüknek számító Idlib kormányzóságba, ezért cserévbe pedig azt kérték, hagyják a mérnököknek, hogy megjavítsák a Damaszkusz ivóvízellátását biztosító vezetékrendszert. Eddigre a terület mintegy 50.000 lakosa hagyta el a völgyet a harcok miatt.

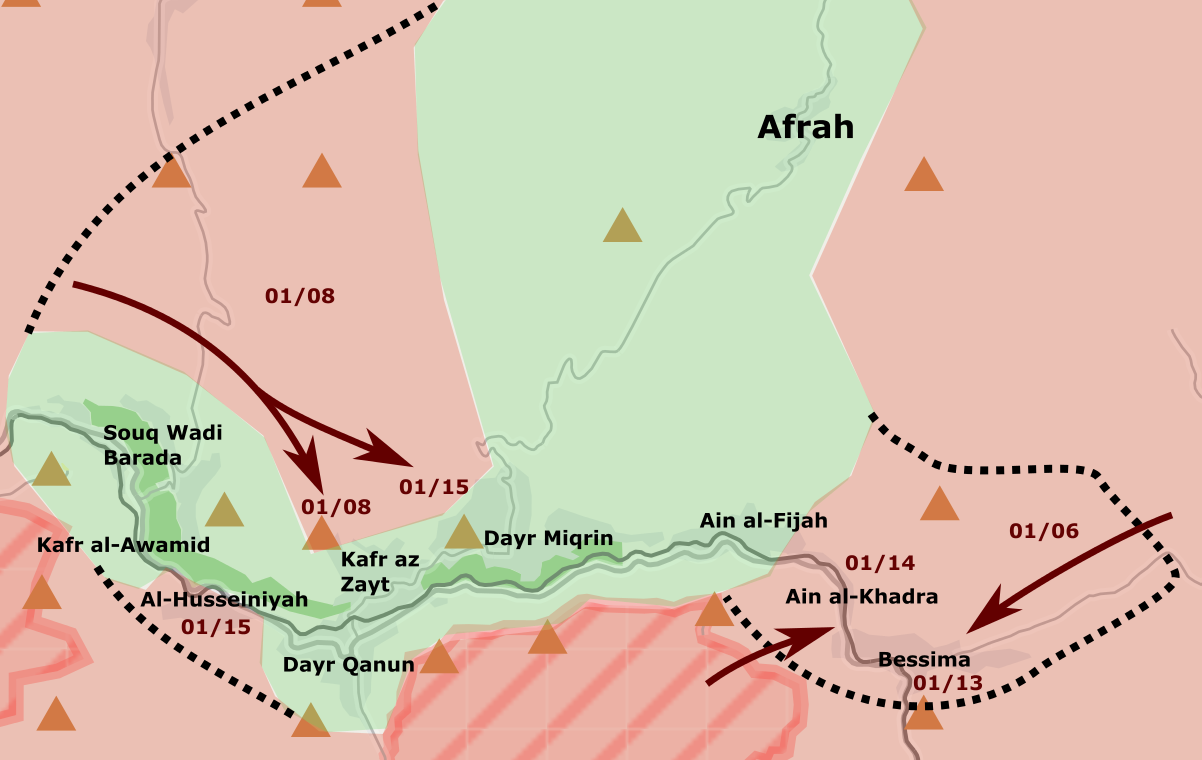
A kormányzat előretörése Wadi Baradában 2017. január 6.–15. között.

Január 13-án a kormánypárti erők elfoglalták Basimah területét, ezen felül pedig további területeket szereztek meg Ain al-Khadrában. Ellenzéki források szerint a felkelők nem sokkal később visszafoglalták Ain al-Khadrát. A nap későbbi szakaszban atzAin al-Fijah, a Kafr al-Awamid, a Souq Wadi Barada, a Dayr Qanoo, a Dayr Miqrin és a Kafr az Zayt olyan összesített megállapodást kötött a kormánnyal, mely alapján a technikusok bemehettek a forrásokhoz, az ottani vezetékeket megjavítani, a kormány pedig kitűzhette a zászlóit a városok tornyaira. Ennek ellenére a megállapodás csak a fentebb említett városokra vonatkozott, és nem az egész völgyre, így több felkelői csoport továbbra is folytatta a harcokat. Ennek az lett az eredménye, hogy a felkelők rakétákkal támadtak a technikai személyzetre.
Január 14-én este érkeztek meg a javítással foglalkozók járművei az Ain Al-Fijah mellett lévő forrásokhoz, és velük együtt több busz is a helyszínre ért, melyek feladata a felkelők Idlibbe történő elszállítása volt. A felkelők egyik orvlövésze viszont még aznap megölte a Szír Hadsereg egyik tábornokát, miközben Ahmad Ghadban éppen a béketárgyalások utolsó köréről tért vissza a völgyből a kormányerők frontvonalai mögé. Ennek következtében minden megbeszélést felfüggesztettek, és a kormány bejelentette, hogy folytatja az offenzívát. Éjszaka ennek megfelelően a hadsereg támadást indított Ain al-Khadra ellen, és a falut el is foglalta. Másnap a Hezbollah vezette seregek hatoltak be Ain Al-Fijah külvárosaiba, és elfoglalták a várostól északra emelkedő Ra’s al-Sirah hegyét. Ennek következtében heves összetűzés alakult ki köztük és a felkelők között. A másik oldalon a Szír Hadsereg elfoglalta Al-Husseiniyah nagy részét, miután a helyi idősek tanácsa úgy döntött, békét kötnek a kormánnyal. Ennek ellenére a város néhány részére nem terjedt ki a kormány ellenőrzése, mert voltak olyan felkelők, akik sem megadni nem akarták magukat, sem a várost nem akarták elhagyni.

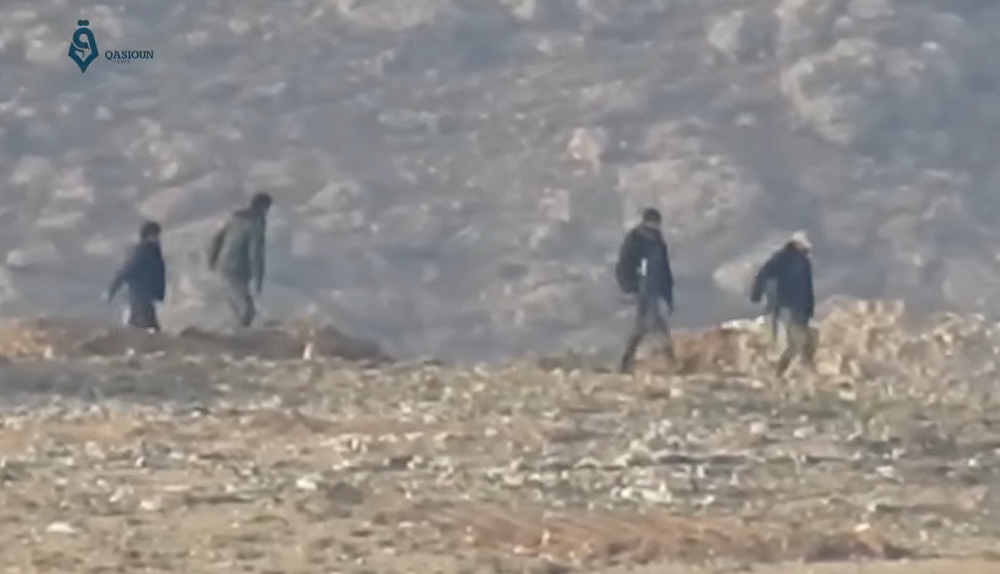
A Nemzetvédelmi Erők egyik őrállása 2016. januárban Wadi Baradában a frontvonal közelében.

A következő napokban a Hezbollah és a Hadsereg lassan, de biztosan haladt előre Ain Al-Fijah belsejében. Január 19-én a kormányerők elfoglalták Afrah faluját. Aznap a helyi felkelők és a kormány képviselői egy újabb tűzszünetben állapodtak meg, és megpróbálnak mindent annak érdekében, hogy olyan megállapodás jöjjön létre, melyben az Ahmad Ghadban halála előtt kötött megállapodás összes részes fele részt vesz. Ez a szerződés azonban hamar véget ért, mert mindkét fél folytatta a viszálykodást. A felkelők a Hezbollahot hibáztatták a békefolyamat sikertelenségéért, mivel szerintük a kormány nem tudta féken tartani a libanoni harcosokat. Az al-Masdar News január 26-i jelentése szerint a kormány és az ellenzéki pártok egy újabb megállapodást kötöttek, és ez alapján 2600 felkelő állítólag megadta magát. Eszerint már csak 500 harcos ellenzi intenzíven Wadi Barada kormánykézre jutását. Ennek ellenére az SOHR másnap arról számolt be, hogy az Ain Al-Fijah birtoklásáért folytatott csata intenzitása továbbra sem csökkent.
Január 28-án azonban a január 26-i békemegállapodás hatályba lépése alkalmából „jóindulatú gesztusként” a felkelők elhagyták Al-Fijah területét. Így a város irányítását a hadsereg vette át, aki azt mondta, a völgyben maradt felkelők szabadon elhagyhatják a területet Idlib irányába.
Egy nappal később Wadi Barada teljes egésze a kormány kezére került. A forráshoz szükséges összeköttetéseken dolgozó munkásokat küldött a helyszínre a kormányzat. Így akarták minél előbb biztosítani a Nagy-Damastkuszban élő mintegy 5 millió ember vízellátását. Később a felkelőket szállító első buszok elindultak Idlib felé, miközben az  al-Masdar News arról számolt be, hogy a Jabhat Fatah al-Sham több harcosa más ellenzéki csoportokhoz tartozó katonákat támadott meg Kafr az Zaytban, mivel nem értettek egyet a tűzszünettel.

## Tűzszüneti tárgyalások és az evakuáció
December 29-én a szíriai kormány és az ellenzéki erők delegáltjai megegyeztek abban, hogy szükséges a béketárgyalások folytatása, mely alapján tűzszünet köthető Wadi Barada környékén. Mind az FSA, mind a Jabhat Fatah al-Sham felkelői számára szabad elvonulást biztosítanak Idlib irányába, ha ezért cserébe a felkelők feladják a Damaszkusztól nyugatra fekvő Wadi Baradát. Ennek megtörténte esetén al-Zabadani és Madaya el lenne zárva a felkelők többi területétől, és ezt a kormány kihasználhatná arra, hogy újabb tűzszünetet kössenek, és újabb evakuálásokat tudjanak véghez vinni.

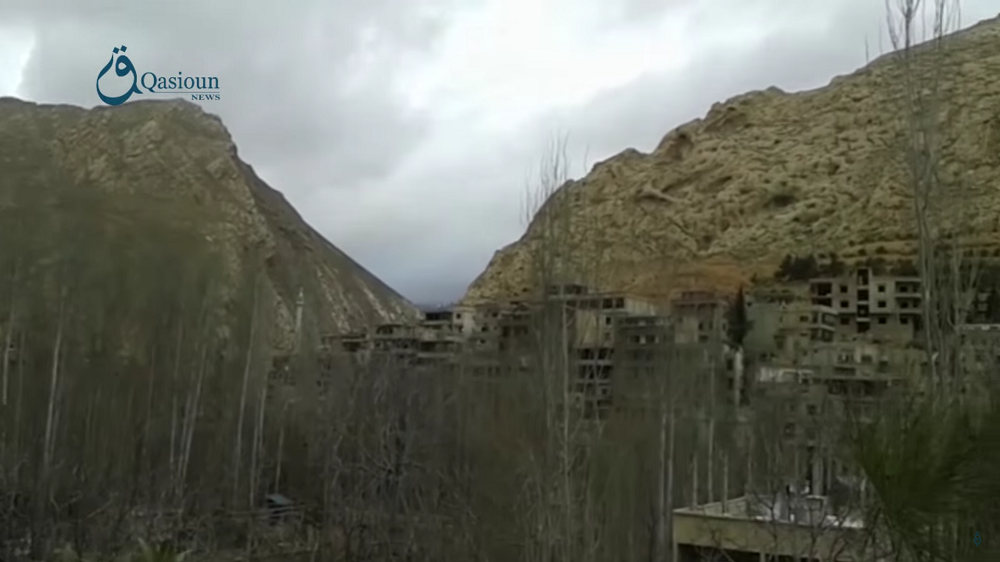
Falu a völgyben.

A jelentések szerint január 6-án a Hezbollah tűzszünetet ajánlott, de ezt az Ahrar al-Sham azzal utasította vissza, hogy a kormány régebben az ő tűzszüneti ajánlatukat utasította vissza, melyet arra akartak felhasználni, hogy megjavítsák a légi támadásokban megrongálódott vízellátó hálózatot. A konfliktus környékén nagyjából 5,5 millió embernek nem volt vezetékes ivóvízellátása az utóbbi két hétben. Ennek ellenére a jelentések szerint még aznap fegyverszünetet kötöttek, mely szerint a szerelő munkások hozzáférést kapnak a területhez, hogy megjavítsák a vízellátást, a helyi milicisták pedig átadják nehézfegyverzetüket a helyi bizottságoknak. Akik erre nem hajlandóak, elszállítják Idlibbe.
Január 13-án az Ain al-Fijah, a Kafr al-Awamid, a Souq Wadi Barada, a Dayr Qanoo, a Dayr Miqrin és a Kafr az Zayt orosz közvetítéssel olyan megállapodást kötöttek a kormánnyal, melyben az SOHR jelentése szerint a következőkben állapodtak meg: (1) A helyieket hat hónapra mentesítik a katonai szolgálat alól. (2) A legtöbb fegyvert beszolgáltatják a kormánynak. (3) A körözött helyiek megtárgyalhatják sorsukat a kormány biztonsági szerveivel; (4) A város körül semmilyen fegyveres jelenlét nem lehet. (5) A nem helyi felkelőket Idlibe szállítják. (6) Minden olyan felkelő, aki önként el akarja hagyni a völgyet, szabadon távozhat Idlibbe. (7) A hadsereg nem léphet be a helyiek házaiba. (8) A hadsereg ellenőrző pontokat állíthat fel a városokon belül, azok bejáratainál és a főútvonalak mentén bárhol. (9) Helyiek és volt felkelők is szabadon csatlakozhatnak a Nemzetvédelmi Erőkhöz.  (10) A menesztett munkavállalók tovább folytathatják régi munkájukat, visszakapják állásaikat. A tárgyalások a szíriai főtárgyaló halála után abbamaradtak. Január 19-én ismét megpróbálták betartatni a megállapodást, de ez is hamar felbomlott. A szíriai békefolyamat részeként ezután Kazahsztán fővárosában, Asztanában tartották meg a Nemzetközi Találkozót a Szíria Helyzet Rendezésére, ahol a szír kormányt képviselő ENSZ-küldött, Bashar Jaafari bejelentette, hogy a 2016. decemberben indult tűzszünet a terroristák jelenléte miatt nem terjed ki a Barada régióra. Január 26-án a kormánypárti média arról számolt be, hogy közel 2600 felkelő tette le a fegyverét, és vagy visszatértek polgári foglalkozásukhoz, vagy az önvédelmi egységekbe léptek be.

## Nemzetközi reakciók
- Egyesült Nemzetek Szervezete: Jan Egeland, a Norvég Menekültügyi Bizottság vezetője Genfben ezt mondta: „A vízellátás szabotálása, ellehetetlenítése, természetesen háborús bűncselekmény, mert ebből civilek isznak, és ezen keresztül civileket lehet megfertőzni, ha a vízellátást nem állítják helyre.”[61]